# Riccardo Gaucci
Riccardo Gaucci (Roma, 4 dicembre 1976) è un dirigente sportivo ed ex giocatore di calcio a 5 italiano, proprietario dell'ASD Assisi Calcio 2023. È stato dirigente del Perugia (1997-2005), proprietario del Floriana, presidente del Catania (2000-2004), e proprietario, giocatore e dirigente della squadra del Perugia Calcio a 5.

## Biografia
Figlio secondogenito di Luciano e della di lui prima moglie Veronica del Bono, ha ricoperto diversi ruoli dirigenziali di massima importanza all'interno di tutte le società del gruppo di famiglia, in particolare nel calcio.

## Carriera sportiva

### Nel calcio a 11
Nel 1995 diventa giocatore-responsabile della Primavera del Perugia, che conduce alla conquista di due scudetti come capitano e nel ruolo di attaccante, nel 1996 e nel 1997. Nel club umbro, Gaucci è riuscito ad arrivare fino alla prima squadra, essendo stato convocato dall'allenatore Nevio Scala in occasione della partita Perugia-Reggiana (finita 1-3 per gli emiliani), valida per la 15ª giornata della Serie A 1996-97. Dopo la vittoria in campionato del Perugia "primavera", lascia l'attività agonistica ed entra nell'organigramma dei grifoni, dove affianca nell'amministrazione il padre e il fratello maggiore Alessandro.
Nell'estate 2000, il padre acquista il Catania, di cui diventa presidente. Da massimo dirigente del club rossoazzurro ha ottenuto una promozione in Serie B nel 2001-02 e una salvezza nel campionato cadetto grazie al Caso Catania nell'estate 2003. Ha assunto dodici allenatori (di cui cinque nel 2002-03, tra cui John Toshack) e impiegato un centinaio di calciatori (36 solo nel 2000-01), tra cui Luís Oliveira, Michele Fini, Eddy Baggio, Guglielmo Stendardo e Giuseppe Mascara. Il 26 maggio 2004, la società etnea viene ceduta ad Antonino Pulvirenti, e Gaucci è tornato al Perugia col ruolo di vicepresidente, e che fallirà l'anno successivo.
Nel novembre 2008 il presidente del Pescara Gerardo Soglia gli ha offerto il 50% delle azioni della sua società, ottenendo un rifiuto.
Nel mese di febbraio del 2014, Gaucci acquista il Floriana Football Club, squadra militante nel campionato maltese. Riesce a salvare il club dalla retrocessione e nella stagione 2014-2015 sfiora l'accesso ai preliminari di Europa League arrivando quinto con l'ex Perugia Giovanni Tedesco allenatore, stesso risultato anche nella stagione 2015-16.
Il 20 maggio 2017 conquista, sempre con allenatore Giovanni Tedesco, la Coppa di Malta contro lo Sliema portando così il Floriana ai preliminari di Europa League dove però viene eliminato al primo turno preliminare dalla Stella Rossa Belgrado. Il 13 dicembre 2017 il Floriana vince la sua seconda Supercoppa della storia battendo uno a zero gli avversari dell'Hibernians.
Il 25 maggio 2020 Il Floriana FC viene dichiarato campione di Malta con 41 punti e dopo 27 anni dall'ultimo Scudetto.
Riccardo Gaucci è l'unico dirigente straniero ad aver vinto tutte e tre le competizioni principali a Malta: Campionato, Coppa e SuperCoppa.
Dal 2024 è proprietario dell'Assisi, con cui a fine campionato conquista la promozione in Prima Categoria

### Nel calcio a 5
Parallelamente nel 1997 costruisce da zero la squadra del Perugia Calcio a 5 che nel giro di pochi anni, partendo dalla Serie C2 regionale, raggiunge la Serie A.
Nelle vesti di presidente-giocatore con il Perugia vince i campionati regionali di Serie C2 e di Serie C1, nonché i campionati nazionali di Serie B ed i Serie A2 e le relative coppa Italia di categoria.
L'apice della carriera lo raggiunge nella finale della stagione 2004-05 che vede il Perugia opposto alla favorita Lottomatica Roma. Dopo le prime due gare conclusesi con una vittoria a testa, Gara3 disputata nella capitale è parsa segnata dopo la fine del primo tempo, con il risultato di 3-0 per la Roma. Negli spogliatoi, Gaucci e l'allenatore Massimo Ronconi hanno posizioni inconciliabili sulla tenuta di gara, il primo risolve la questione in maniera spettacolare esonerando il mister che ad inizio ripresa si va a posizionare in tribuna. In campo il Perugia compie un'impresa inaspettata: recupera le tre segnature di svantaggio e vince il suo primo tricolore dopo i calci di rigore.
Il fallimento del Perugia Calcio lo ha costretto a lasciare il Perugia Calcio a 5 trasferendosi dapprima alla Lazio e successivamente all'Arzignano Grifo, con cui ha vinto nuovamente lo scudetto. Nel 2006 è stato acquistato dal Montesilvano con cui ha vinto la Coppa Italia. Nella stagione 2007-08 è tornato alla Lazio Colleferro. Nella stagione 2008-09 ha militato nelle file del Salaria Sport Village (Serie C1 Lazio) che ha condotto alla conquista della promozione in serie B, tramite play-off nazionali. Nel 2009-10 ha giocato con continuità nel Real Rieti in Serie B contribuendo alla promozione in Serie A2 ottenuta con la vittoria dei play-off.

## Palmarès

### Calcio a 5

#### Giocatore

##### Competizioni nazionali
- Serie A (calcio a 5): 2

Perugia: 2004-2005
Arzignano: 2005-2006
- Coppa Italia (calcio a 5): 1

Montesilvano: 2006-2007
- Coppa Italia di Serie B (calcio a 5): 1

Perugia: 1999-2000
- Serie B: 1

Perugia: 1999-2000
- Serie A2 (calcio a 5): 1

Perugia: 2001-2002
- Coppa Italia di Serie A2 (calcio a 5): 1

Perugia: 2001-2002

#### Competizioni regionali
- Coppa Italia regionale: 1

Perugia: 1997-1998

### Calcio

#### Presidente
- Serie B: 1

Catania: 2000-2001
- Campione di Malta: 1

Floriana FC: 2020

## Controversie
- Il 25 maggio 2000, Gaucci, in occasione dell'incontro di campionato di Serie B di calcio a 5 tra Cesena e Perugia, ha sferrato un pugno al suo allenatore Raoul Albani, per non averlo fatto entrare in campo.[13]

## Procedimenti giudiziari
- Nel novembre 2005, era stato denunciato da Antonino Pulvirenti e Pietro Lo Monaco, rispettivamente presidente e amministratore delegato del Catania, per appropriazione indebita.[14] Nei sei anni di processo, infatti, i dirigenti del Catania non si sono mai presentati alle udienze e hanno rinunciato a perseguire Gaucci, che è stato assolto nel 2011 ed ha anche annunciato di volerli denunciare a sua volta.[14]
- Nel febbraio 2006, Gaucci viene arrestato assieme al fratello maggiore Alessandro, per ordine della Procura della Repubblica di Perugia con l'accusa di associazione per delinquere, bancarotta fraudolenta e occultamento di documenti contabili, nell'ambito dell'inchiesta avviata a seguito del fallimento del Perugia Calcio avvenuto tre mesi prima.[15] Destinatari del provvedimento anche il padre Luciano - sfuggito all'arresto perché si trovava a Santo Domingo - il fratello di questi, Antonio, e tre revisori dei conti del fallito club umbro.[15] Alessandro e Riccardo Gaucci, inizialmente reclusi al carcere di Perugia, dopo una settimana ottengono gli arresti domiciliari, revocati dopo tre mesi di detenzione dal Tribunale del riesame del capoluogo umbro, che aveva accolto la richiesta di scarcerazione avanzata dai loro legali.[16][17] I fratelli Gaucci sono stati condannati nel 2008 a un anno e otto mesi di reclusione con la formula della pena sospesa, e il padre Luciano a tre anni, coperti dall'indulto approvato due anni prima dal parlamento italiano.[18]